# Stadio Magona d'Italia
Lo stadio Magona d'Italia è un impianto calcistico di Piombino. Di proprietà del Comune di Piombino, è sede degli incontri interni dell'Atletico Piombino dal 1936.

## Storia
Fatto edificare nel 1936 per la volontà della grande industria siderurgica piombinese Magona d'Italia, andò a sostituire il vecchio stadio Giuseppe Salvestrini, ubicato nella parte orientale della città.
Costruito su progetto dell'ingegnere fiorentino Ugo Giovannozzi, seguiva lo stile classico dell'epoca; sul viale Regina Margherita si trova l'ingresso principale, che conduce alle strutture come spogliatoi, infermeria e locali tecnici retrostanti la tribuna coperta; seguendo un percorso interno si possono raggiungere gli altri settori dello stadio. Disponeva inoltre di ulteriori tre ingressi minori che si affacciavano su via Salgari, su via Gori (per la gradinata) e sulla Tolla Bassa (per l'omonima curva). Era munito di pista d'atletica e sottopassaggio. 
La capienza originaria era di circa 12 000 posti a sedere, ripartiti in una grande gradinata disposta a sud-est, la curva Tolla, una piccola gradinata a nord-est e una tribuna coperta; tutte le tribune, fatta eccezione per quella coperta che discostava di qualche metro, erano unite senza soluzione di continuità.

## Caratteristiche
Recentemente rimodernato con l'abbattimento della vecchia tribuna coperta, perché pericolante, può attualmente disporre di circa 2 500 posti a sedere, ripartiti in una gradinata che segue tutto il lato occidentale sud-orientale del campo e in una piccola tribuna coperta posta al centro di essa. La capienza sarebbe ben maggiore, dato che annessa alla gradinata senza soluzione di continuità è la grande curva Tolla, che è stata chiusa al pubblico per venti anni e riaperta soltanto nel settembre 2014, dopo alcune migliorie apportate dagli ultras della squadra. Il rettangolo di gioco viene raggiunto dagli spogliatoi per mezzo di un sottopassaggio. 
Tutto l'impianto (considerato uno stadio glorioso dalla popolazione locale) versa in condizione di profondo degrado e fatiscenza, vuoi per l'inadeguatezza delle strutture (non al passo coi tempi), vuoi per la cattiva gestione che esso ha subito negli ultimi trent'anni. Dal maggio del 2018 la struttura è stata riportata a migliori condizioni grazie al lavoro del "Comitato Stadioxtutti", composto da tifosi, genitori delle giovanili e volontari; nel settembre del 2019 è stata toccata la capienza di 2500 spettatori, dando nuovamente agibilità alla storica Curva Tolla, adesso adibita a settore ospiti dell'impianto. Sono state anche create entrate aggiuntive: lato via Regina Margherita (quella storica) è riservata a atleti e arbitri, mentre da via Salgari possono accedere all'impianto i tifosi locali. Dal quartiere della Tolla, invece, è previsto l'accesso dei sostenitori ospiti, mentre è in programma anche un'altra entrata, quella da via Mina, per accedere direttamente alla gradinata.

## Galleria d'immagini

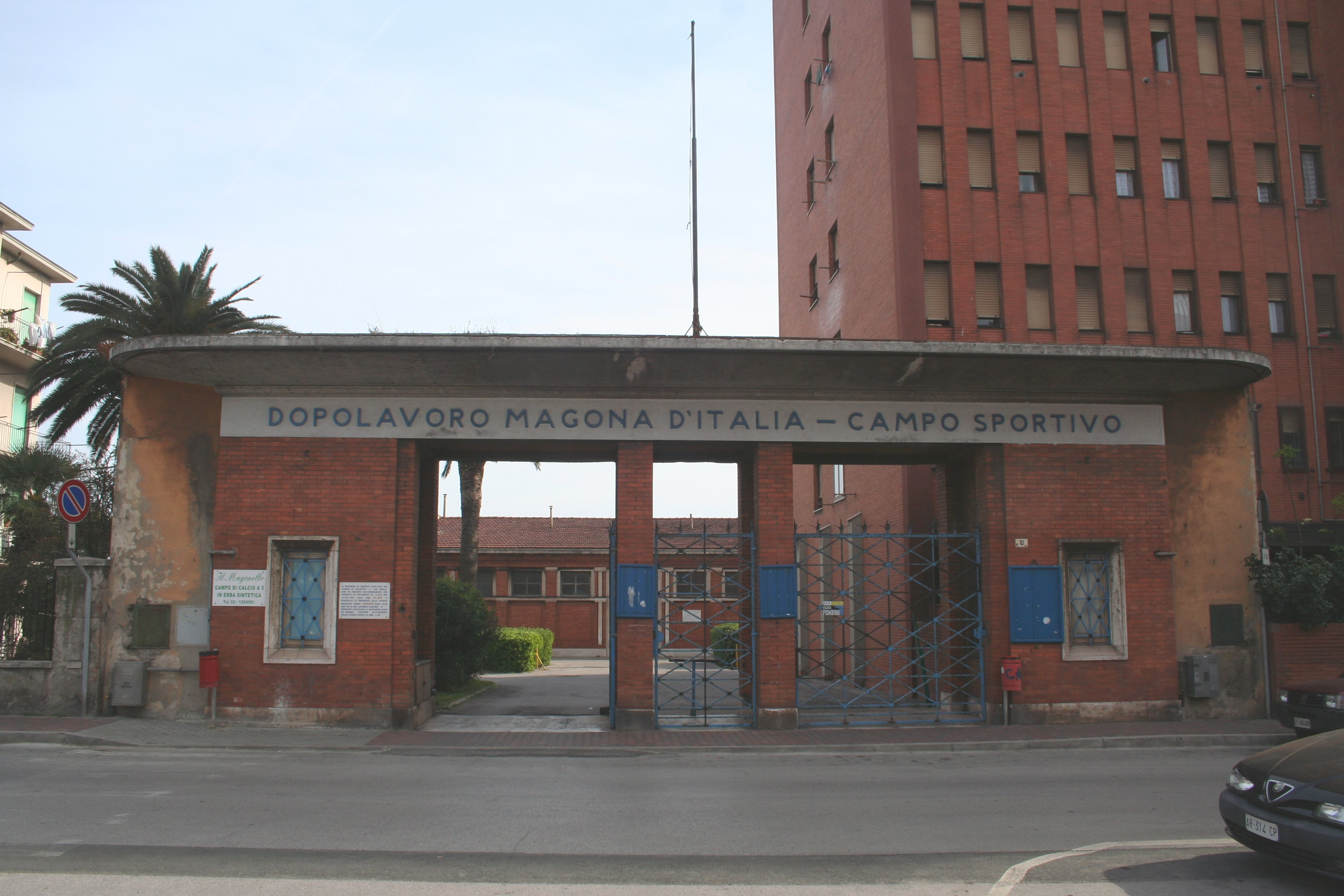
Ingresso principale
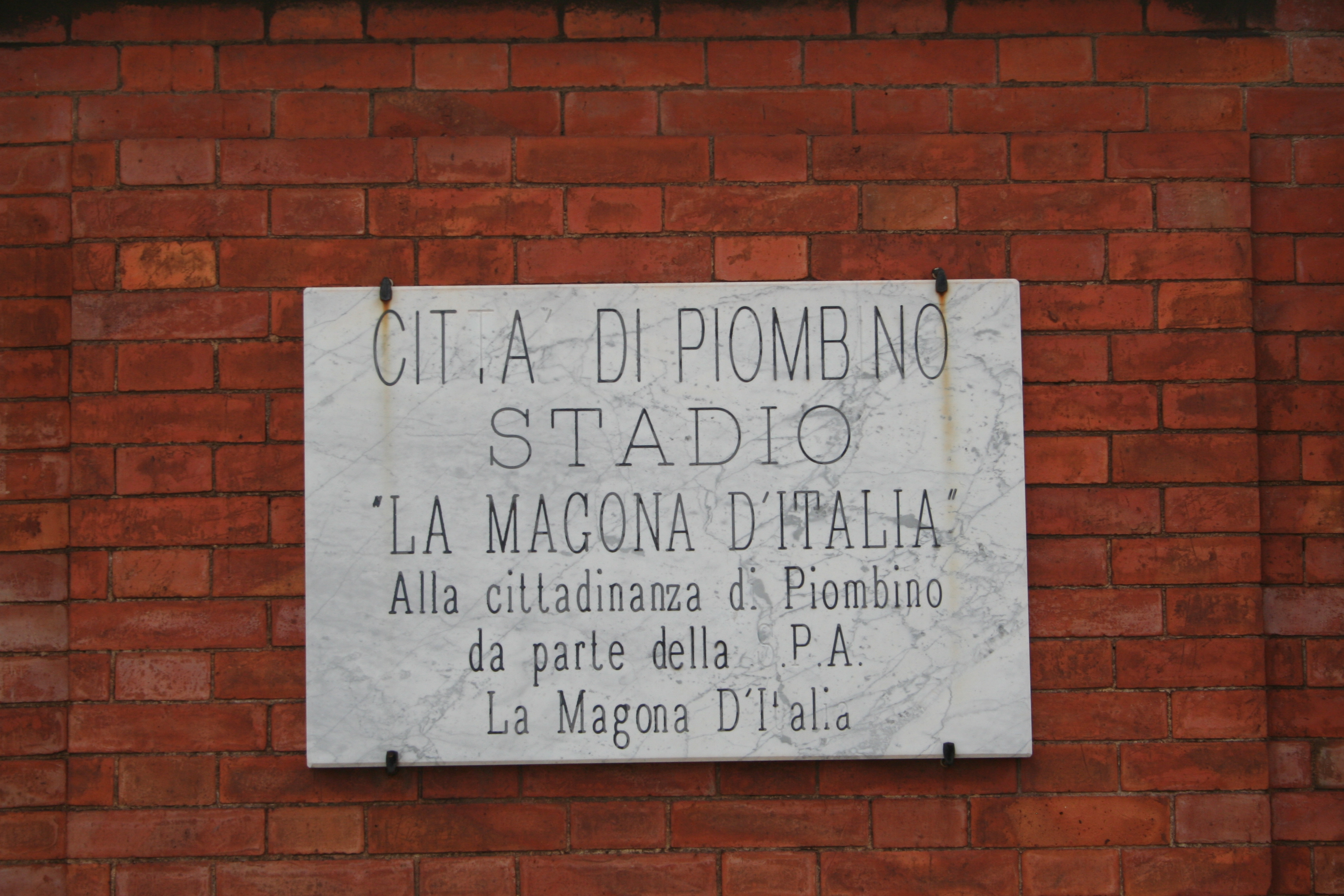
Lapide commemorativa
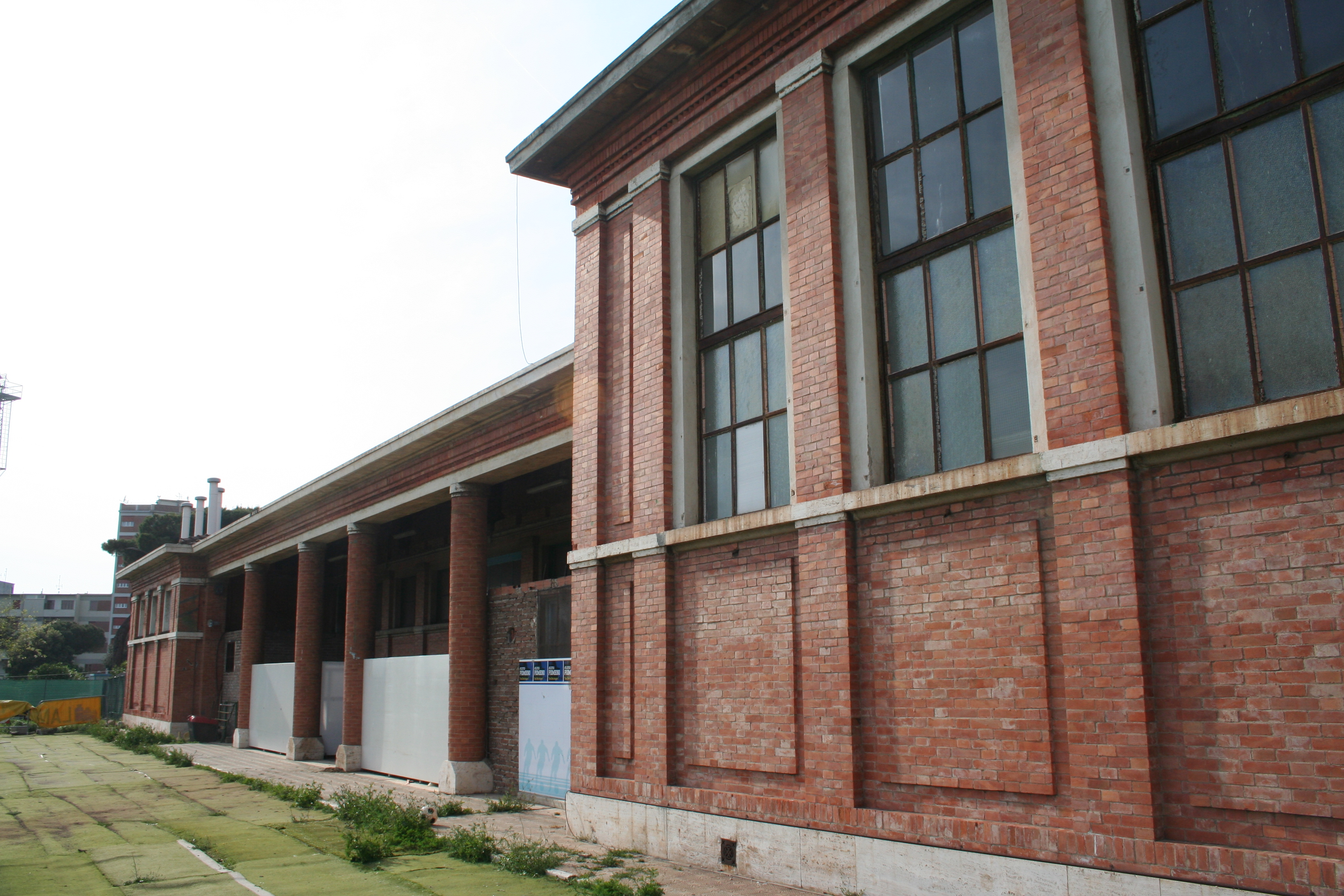
Spogliatoi
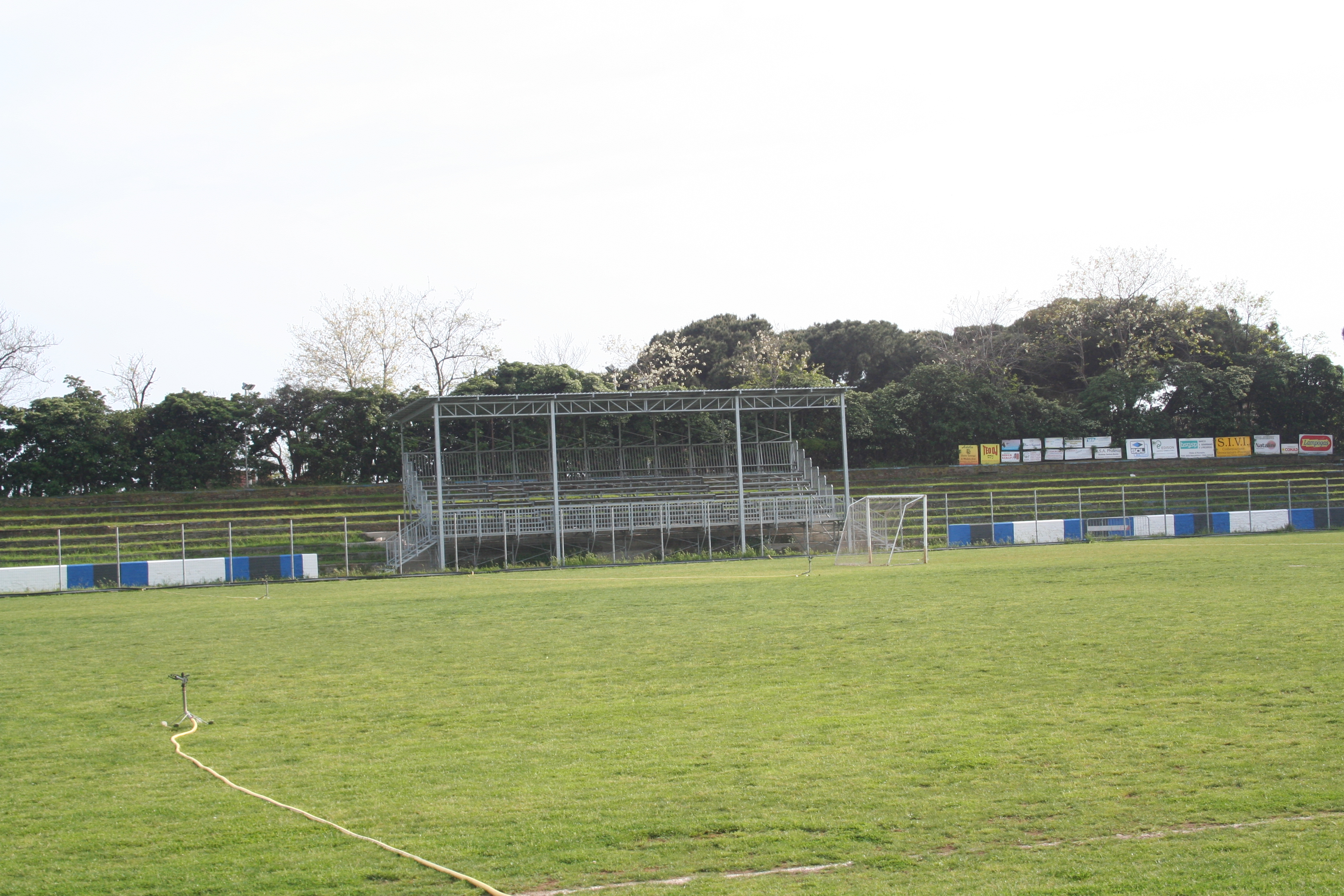
Gradinata
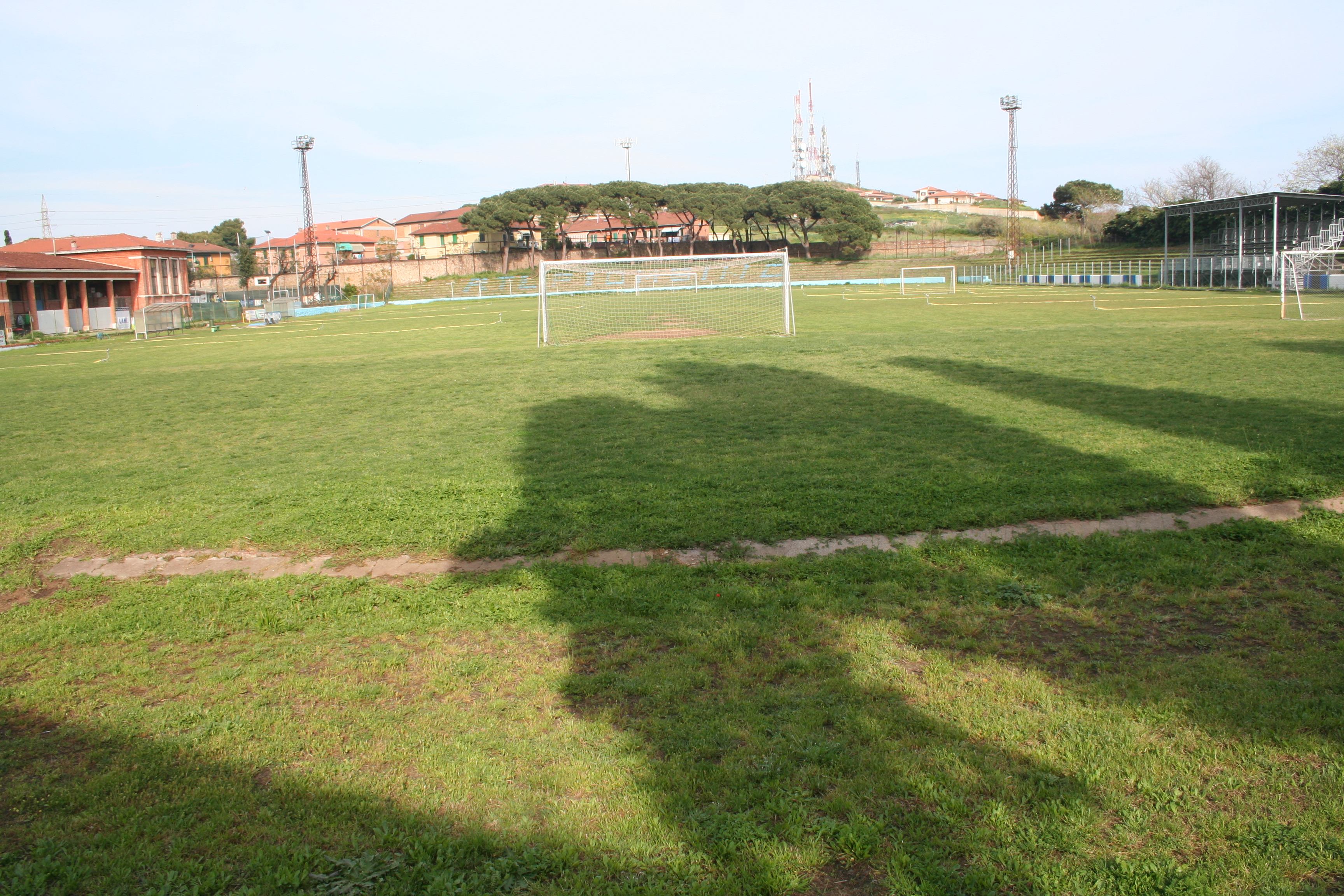
Dalla curva
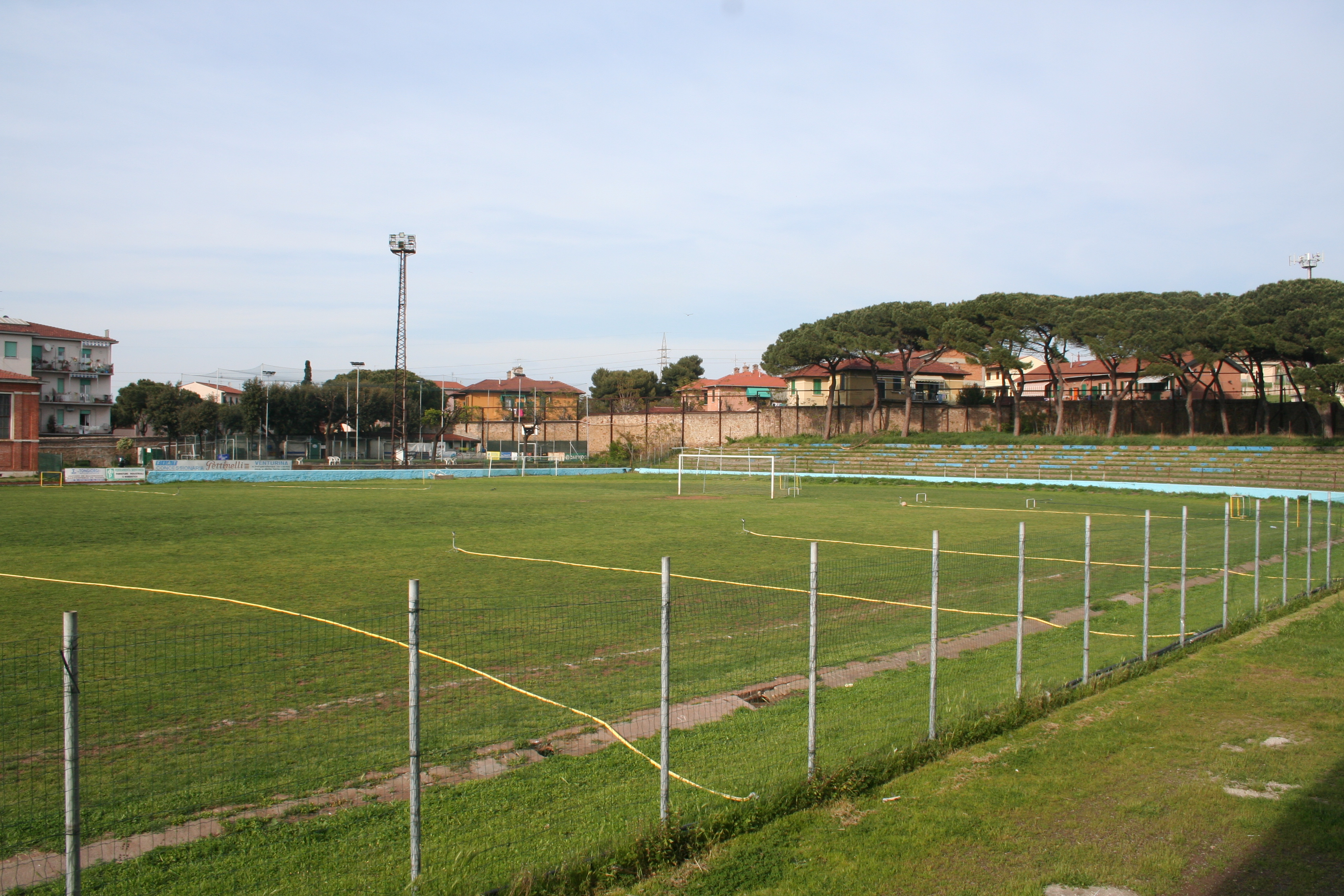
Curva Tolla
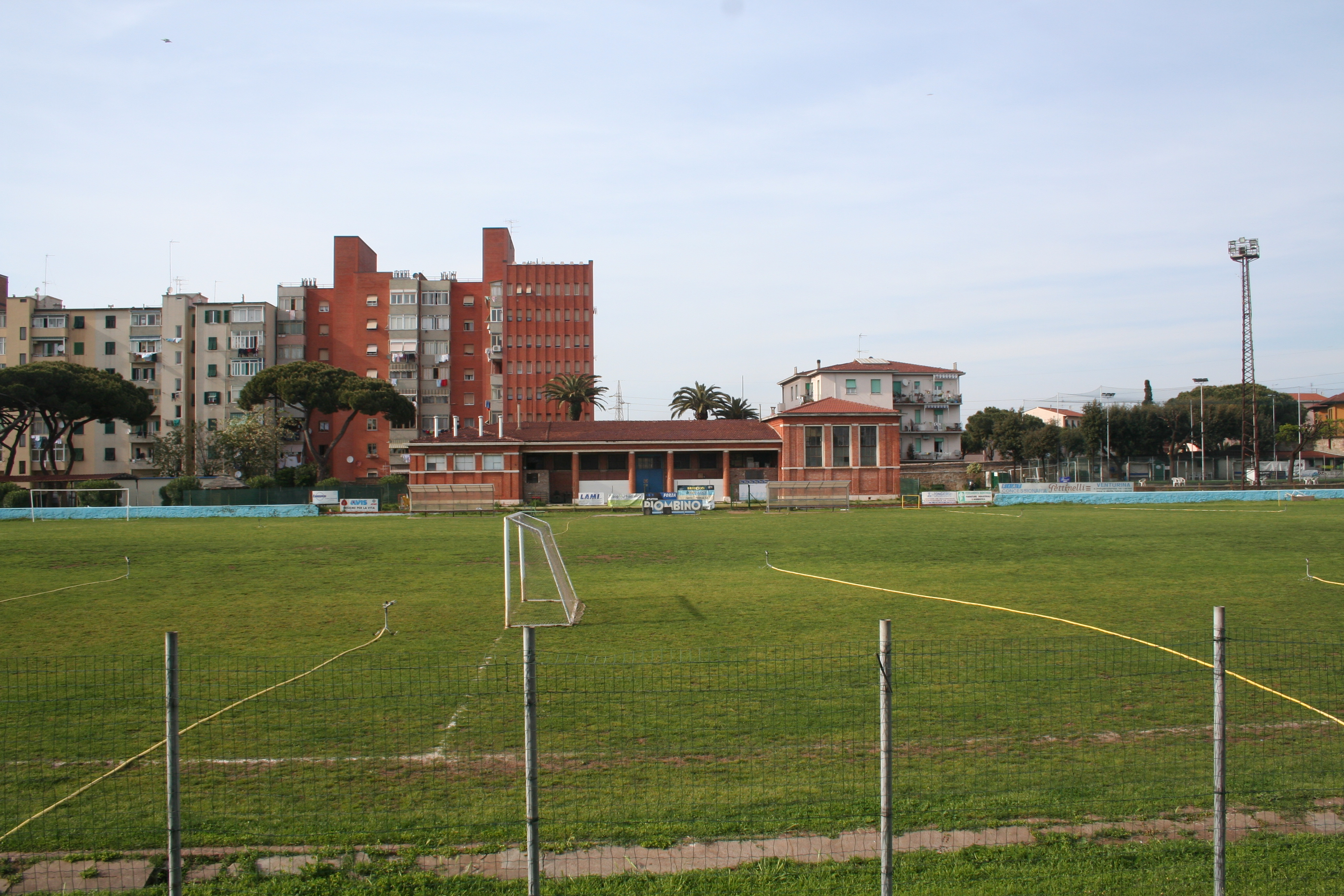
Spogliatoi dalla gradinata